# Indolestes lygisticercus
Indolestes lygisticercus – gatunek ważki z rodziny pałątkowatych (Lestidae).